# My Happy Marriage
My Happy Marriage (わたしの幸せな結婚, Watashi no shiawase na kekkon, litt.« Mon mariage heureux »), aussi abrégée Watakon (わた婚), est une série de romans illustrés japonais pour fille écrite par Akumi Agitogi et illustrée par Tsukiho Tsukioka. Initialement publiée en ligne via le site d’édition de romans générés par les utilisateurs Shōsetsuka ni narō, elle est ensuite acquise par Fujimi Shobo, qui publie la série depuis janvier 2019 sous le label Fujimi L Bunko.
Une adaptation en bande dessinée illustrée par Rito Kohsaka est sérialisée dans le service Gangan Online de Square Enix depuis décembre 2018.
Une adaptation cinématographique en prise de vues réelles est présentée en première au Japon en mars 2023.
Une adaptation en série animée est produite par Kinema Citrus : une première saison en douze épisodes est diffusée du 5 juillet au 20 septembre 2023 ; suivie de l’épisode spécial Watashi no shiawase no katachi (わたしの幸せのかたち) au 22 novembre 2024 ; et une seconde saison de treize épisodes est diffusée du 6 janvier 2025 au 9 avril 2025, suivie le jour même de l’annonce d’un nouveau projet.

## Synopsis
L'histoire se déroule à l'ère Taishō dans un Japon fantaisiste.
Miyo Saimori, sans talent surnaturel, est contrainte à une existence de servitude par ses belle‑mère et demi‑sœur abusives.
Lorsque la fille atteint l’âge du mariage cependant, ses espoirs d’être emmenée vers une vie meilleure s’effondrent en découvrant l’identité de son fiancé : Kiyoka Kudō, un commandant de brigade réputé si froid et insensible que toutes ses précédentes prétendantes ont fui leurs engagements en trois jours. Sans maison où retourner, Miyo se résigne à son sort, mais comprend bien vite que son beau et pâle futur mari n’est en rien le monstre auquel elle s’attendait.
En s’ouvrant petit à petit leur cœur, tous deux réalisent que l’autre peut être leur chance de trouver le bonheur d’un véritable amour.

## Personnages

### Principaux

#### Protagoniste féminin
Miyo Saimori (斎森 美世, Saimori Miyo)
Voix japonaise : Reina Ueda, voix française : Cindy Lemineur
La fille aînée de 19 ans d'une famille au talent surnaturel, le clan Saimori.
Toutefois elle‑même dénuée de talent, elle eut à la suite de la mort de sa mère puis du remariage de son père, une vie très traumatisante, maltraitée comme moins qu’une servante par sa belle‑mère ainsi que sa demi‑sœur cadette dans l'indifférence de leur père, qui s’en est désintéressé : par seul souci d’être rendue « au moins utile » aux Saimori, elle est fiancée à Kiyoka Kudō, militaire respecté mais réputé insensible et chef de la célèbre famille Kudō.
Douce, effacée et très craintive du fait de son éducation, elle est identifiable au grain de beauté ornant la commissure de son œil gauche.

#### Protagoniste masculin
Kiyoka Kudō (久堂 清霞, Kudō Kiyoka)
Voix japonaise : Kaito Ishikawa, voix française : Gilduin Tissier
Le chef de 27 ans de la famille Kudō, à qui Miyo Saimori est fiancée au début de l’histoire.
Militaire bien fait de sa personne mais de réputation « impitoyable » — et difficile à marier — commandant une unité spéciale de l’Armée impériale, la « Brigade anti‑Grotesquerie », il a des pouvoirs surnaturels puissants tels que la pyrokinésie, l’électrokinésie et l’érection de barrières magiques.
Il devient identifiable au cordon pourpre ornant sa chevelure, cadeau emblématique de sa nouvelle fiancée. Il perd un duel contre Arata Tsuruki, envers qui il conserve un antagonisme tacite.

### Secondaires

#### Famille Kudō
La famille adoptant Miyo à dater de ses fiançailles tacitement arrangées avec leur chef de famille.
Hazuki Kudō (久堂 葉月, Kudō Hazuki)
Voix japonaise : Yōko Hikasa, voix française : Nadine Girard
La sœur aînée de 29 ans de Kiyoka.
Femme divorcée oisive aux allures modernes et aussi accessible qu’extravertie, elle est physiquement très ressemblante à son cadet mais différente en personnalité. Elle apparaît à sa demande pour devenir de bon gré la préceptrice chargée d’enseigner l’étiquette à Miyo, qu’elle adopte rapidement comme future belle‑sœur.
Yurie (ゆり江)
Voix japonaise : Hōko Kuwashima, voix française : Anne Plumet
La vieille servante dévouée de Kiyoka.
Travaillant de longue date pour la famille Kudō, elle sert le jeune maître depuis tout petit et prend sa nouvelle fiancée en affection.
Sa version animée est en apparence plus âgée que sa version illustrée.
Tadakiyo Kudō (久堂 正清, Kudō Tadakiyo)
Voix japonaise : Ryōtarō Okiayu
L’ancien chef de 50 ans de la famille Kudō, père de Kiyoka et Hazuki.
Homme mûr et placide en kimono ressemblant physiquement à son fils, mais partageant avec sa fille le tempérament. Initiateur des fiançailles entre Kiyoka et Miyo, il apparaît par surprise à sa future belle‑fille en venant à leur rencontre durant une promenade romantique en ville.
Fuyu Kudō (久堂 芙由, Kudō Fuyu)
Voix japonaise : Kikuko Inoue
L’épouse de l’ancien chef de famille Kudō, mère de Kiyoka et Hadzuki.
Femme mûre et distinguée en robe occidentale ressemblant physiquement à sa fille, mais partageant surtout avec son fils le regard en amande marqué et le mauvais caractère. Stéréotype de bourgeoise hautaine, acide avec son entourage et détestée par Kiyoka, elle provoque son animosité en dépréciant ouvertement sa nouvelle fiancée.

#### Famille Saimori
La famille de naissance de Miyo en tant que première fille de leur patriarche.
Kaya Saimori (斎森 香耶, Saimori Kaya)
Voix japonaise : Ayane Sakura, voix française : Anouck Hautbois
La jeune demi‑sœur de 16 ans de Miyo, fille du remariage de Shinichi avec Kanoko, qui est fiancée à Kōji Tatsuishi.
Pourrie gâtée et arrogante, elle a reçu les talents surnaturels de la famille contrairement à son aînée : aliénée par cet état de fait ainsi que ses parents, elle a grandi avec l’idée reçue d’être supérieure à Miyo et de devoir la dominer en tout.
Kanoko Saimori (斎森 香乃子, Saimori Kanoko)
Voix japonaise : Kana Ueda, voix française : Laurence Bréheret
La belle‑mère de 40 ans de Miyo et mère biologique de Kaya.
Elle a impitoyablement tourmenté Miyo par haine envers sa mère, précédente femme décédée de Shinichi et rivale amoureuse.
Shinichi Saimori (斎森 真一, Saimori Shin’ichi)
Voix japonaise : Hiroshi Yanaka, voix française : Stéphane Bazin
Le chef de 50 ans de la famille Saimori, père de Miyo et Kaya.
Par amour plus marqué pour Kanoko que pour sa première épouse, et depuis que Kaya a hérité des talents surnaturels de la famille, il a toujours manifesté une préférence envers cette dernière au détriment de Miyo.

#### Famille Tatsuishi
Une famille qui aurait tacitement, par des liens privilégiés tissés avec les Saimori, priorité pour des mariages arrangés entre leurs enfants respectifs.
Kōji Tatsuishi (辰石 幸次, Tatsuishi Kōji)
Voix japonaise : Kōtarō Nishiyama, voix française : Victor Niverd
Le second fils de 20 ans et futur chef présumé de la famille Tatsuishi, fiancé à Kaya.
Bienveillant mais faible et immature, il est depuis de nombreuses années (par les liens entretenus entre leurs deux familles) le seul ami et allié de Miyo, à qui il voue de longue date les sentiments qu’il ne ressent pas pour sa cadette.
Kazushi Tatsuishi (辰石 一志, Tatsuishi Kazushi)
Voix japonaise : Toshinari Fukamachi, voix française : Vincent De Bouard
Le nouveau chef vingtenaire de la famille Tatsuishi, premier fils de Minoru et frère aîné de Kōji.
Plus nonchalant et libéral d’esprit que son cadet, il lui apporte spontanément son secours dans sa rébellion contre leur père lors de l’enlèvement de Miyo, et ne manifeste pas spécialement d’ambition personnelle pour le clan.
Minoru Tatsuishi (辰石 実, Tatsuishi Minoru)
Voix japonaise : Ken’yū Horiuchi, voix française : Patrick Bonnel
L’ancien chef de la famille Tatsuishi, père de Kazushi et Kōji.
Ambitieux sans scrupules convoitant à tout prix Miyo, qu’il voulait fiancer à son premier fils pour son hérédité avec la légendaire famille Usuba, il entraîne la déchéance officieuse de la sienne (officiellement inféodée aux Kudō pour sauver la face) ainsi que sa propre disgrâce pour son rôle criminel dans son enlèvement.

#### Famille Usuba
La famille biologique de Miyo par sa défunte mère. De réputation légendaire et dont l’existence même est questionnée, elle suscite les convoitises par la puissance héréditaire supposée des talents surnaturels dont seraient pourvus ses membres.
Arata Tsuruki (鶴木 新, Tsuruki Arata) (nom d’emprunt) / Arata Usuba (薄刃 新, Usuba Arata) (vrai nom)
Voix japonaise : Ryōhei Kimura, voix française : Sébastien Baulain
Le fils de 24 ans du chef actuel de la famille Usuba, cousin maternel de Miyo.
Travaillant officiellement comme négociateur pour la compagnie Tsuruki Négoce, il possède de puissantes capacités surpassant celles de Kiyoka en combat. Le but existentiel pour lequel il aurait été éduqué le voue à la protection de la « Dame à la Vision Onirique ».
Yoshirō Tsuruki (鶴木 義浪, Tsuruki Yoshirō) (nom d’emprunt) / Yoshirō Usuba (薄刃 義浪, Usuba Yoshirō) (vrai nom)
Voix japonaise : Kōsei Hirota (adulte) / Kaede Yuasa (enfant)
L’ancien chef de la famille Usuba, grand‑père maternel de Miyo (et paternel pour Arata).
Trompé sur l’état réel de sa petite‑fille, et ignorant également tout de ses maltraitances subies chez les Saimori, il pense agir pour son bien en cherchant à la séparer de Kiyoka à la faveur d’un autre prétendant.

##### Famille Usui
Une famille d’une autre branche des Usuba.
Naoshi Usui (甘水 直, Usui Naoshi)
Voix japonaise : Yūya Uchida
Le chef de 40 ans de la famille Usui, grand‑cousin maternel de Miyo.
Cousin et ancien fiancé de Sumi disparu à la suite de son mariage avec les Saimori, il apparaît à sa fille, Arata et Kiyoka comme un dangereux sociopathe fondateur d’une secte criminelle égalitariste, l’« Ordre sans nom » (ou « Communion sacrée »).

#### Maison impériale
La famille régnante siégeant à la Capitale impériale.
Takaihito (堯人)
Voix japonaise : Akira Ishida, voix française : Benjamin Bollen
Le second fils vingtenaire de l’actuel empereur et héritier le plus probable.
Suave et efféminé, il est proche de Kiyoka Kudō depuis leur enfance et manifeste des divergences de vue d’avec son père. Il possède en qualité de membre de la lignée impériale, un talent surnaturel rare de « Révélation divine ».
L’empereur actuel (今上帝, Kinjō[-no-]Mikado)
Voix japonaise : Takayuki Sugō
Le vieux souverain du pays.
Il semble craindre les pouvoirs des Usuba et, à cet égard, percevoir Miyo Saimori comme une potentielle menace envers son règne.

#### Armée impériale
Forces militaires de l’empereur auxquelles appartient Kiyoka.
Yoshito Godō (五道 佳斗, Godō Yoshito)
Voix japonaise : Hiro Shimono, voix française : Florent Chako
Jeune officier de la Brigade anti‑Grotesquerie, cadet et aide de camp fiable de Kiyoka.
Doté d’une personnalité antinomique (ouverte et joviale) à celle de son supérieur, qu’il se plaît à taquiner de temps à autre, il est d’un naturel aussi affable que franc et jugé par ce dernier compétent en tant qu’utilisateur de talent surnaturel.
Masashi Ookaito (大海渡 征, Ōkaito Masashi)
Voix japonaise : Kenta Miyake
Général balafré de 40 ans de la Brigade anti‑Grotesquerie, supérieur et ancien beau‑frère de Kiyoka par Hazuki.
Même s’il a divorcé d’un commun accord avec la mère de son fils Asahi, il reste proche d’elle contre l’avis de sa propre famille. Bien que d’origine noble, il est dénué de talent surnaturel.
Kaoruko Jinnōchi (陣之内 薫子, Jin’nōchi Kaoruko)
Voix japonaise : Haruka Tomatsu
Officier élancée de 20 ans de la Brigade anti‑Grotesquerie, subordonnée et ancienne fiancée potentielle de Kiyoka.

### Autres
Hana Kanao (金尾 花, Kanao Hana)
Voix japonaise : Mamiko Noto
Une ancienne servante de la famille Saimori fortement attachée à Miyo.
Douce et protectrice envers elle durant son enfance, Hana disparut subitement de sa vie après s’être faite congédiée par les Saimori pour avoir pris son parti lors d’une énième injustice de sa belle‑mère : au cours du temps précédant leur retrouvailles à l’âge adulte, arrangées par le nouveau fiancé de la jeune femme, elle se sera elle‑même mariée et donnera naissance à son premier enfant.

### Arlésiennes
Sumi Saimori (斎森 澄美, Saimori Sumi) (nom d’épouse) / Sumi Tsuruki (鶴木 澄美, Tsuruki Sumi) (nom d’emprunt) / Sumi Usuba (薄刃 澄美, Usuba Sumi) (nom de jeune fille)
Voix japonaise : Noriko Hidaka, voix française : Sophie Planet
La défunte mère de Miyo et première épouse de Shinichi.
Femme frêle, délicate et compatissante à la beauté effacée, fille dévouée originaire de la famille Usuba ainsi que mère affectueuse de santé fragile, elle est décédée avant le début de l’histoire à ses 24 ans, deux ans après la naissance de sa fille. Reconnaissable à son kimono aux tons de cerisier, ainsi qu’au grain de beauté (sous le côté droit de sa lèvre) caractéristique qu’elle a transmis à Miyo, elle possédait un talent surnaturel rare de télépathie et un pouvoir de scellé.

## Production et supports

### Light novels
Écrit par Akumi Agitogi, Watashi no shiawase na kekkon commence par une publication en ligne via le site Web d'édition de romans générés par les utilisateurs Shōsetsuka ni narō. La série est ensuite acquise par Fujimi Shobo, qui publie les romans avec des illustrations de Tsukiho Tsukioka à partir du 15 janvier 2019, sous le label Fujimi L Bunko. En mars 2025, neuf volumes ont été publiés. Yen Press publie les romans en anglais.

### Mangas
Une adaptation manga illustrée par Rito Kohsaka commence sa sérialisation en ligne via le service Gangan Online de Square Enix le 20 décembre 2018. En juillet 2024, cinq volumes tankōbon ont été publiés. Une version française du manga est éditée par Kurokawa depuis le 9 février 2023. En Amérique du Nord, Square Enix possède les droits de diffusion du manga pour une publication en anglais.
| no | Japonais          | Japonais          | Français        | Français          |
| no | Date de sortie    | ISBN              | Date de sortie  | ISBN              |
| -- | ----------------- | ----------------- | --------------- | ----------------- |
| 1  | 12 septembre 2019 | 978-4-7575-6293-6 | 9 février 2023  | 978-2-3807-1479-1 |
| 2  | 9 septembre 2020  | 978-4-7575-6777-1 | 13 avril 2023   | 978-2-3807-1480-7 |
| 3  | 12 octobre 2021   | 978-4-7575-7499-1 | 6 juillet 2023  | 978-2-3807-1481-4 |
| 4  | 11 novembre 2022  | 978-4-7575-7765-7 | 11 janvier 2024 | 979-1-0420-1395-0 |
| 5  | 11 juillet 2024   | 978-4-7575-9216-2 | 16 janvier 2025 | 979-1-0420-1440-7 |

### Film en prise de vues réelles
Une adaptation cinématographique film en prise de vues réelles est annoncée le 25 avril 2022. Elle est réalisée par Ayuko Tsukahara, basée sur un scénario écrit par Tomoe Kanno. Le film sera présenté en première au Japon le 17 mars 2023,. Le groupe d'idols Snow Man interprète la chanson thème intitulée "Tapestry" (タペストリー).

### Animé
Une adaptation animée est annoncée le 5 avril 2022. Il est ensuite révélé qu'il s'agit d'une série télévisée produite par Kinema Citrus et réalisée par Takehiro Kubota, avec une supervision et des storyboards gérés par Takao Abo, des scripts écrits par Ami Satō, Takahito Ōnishi et Momoka Toyoda, des dessins de personnages par Shōko Yasuda et une musique composée par Evan Call. La série commence sa diffusion  du 5 juillet 2023 au 20 septembre 2023 sur Netflix. Un épisode OVA sort officiellement le 15 mars sur Netflix, concluant la première saison.
Une deuxième saison a été annoncée pour 2025 sur Netflix. Le premier épisode est diffusé à partir du 6 janvier 2025.

#### Musique

##### Génériques
Les musiques de générique d’ouverture des deux saisons, Anata no soba ni. (貴方の側に。) et Shiawasena yakusoku. (幸せな約束。), sont toutes deux interprétées par Riria. (ja).
Celles de fermeture, Vita Philosophica (ja) (ヰタ・フィロソフィカ) et Tsukikage okuri (月影おくり), sont quant à elles interprétées par Kashitarō Itō (ja).

##### Bande originale
La bande originale de l’adaptation animée est composée par Evan Call (ja).

### Pièce de théâtre
Une adaptation théâtrale intitulée Watashi no Shiawase na Kekkon: Teito Rikugun Okutsuki Kitan a été annoncée le 9 juin 2023. Elle comportera une histoire originale, avec Kaori Miura en tant que réalisateur et scénariste, et Taka composant la musique. Agitogi, l'auteur original, coopère également à la production. La pièce de théâtre se déroulera au Théâtre 1010 à Tokyo du 11 au 20 août 2023.

## Réception
En 2020, l'adaptation manga se classe huitième aux sixièmes Next Manga Awards dans la catégorie manga web. Il se classe sixième de l'édition 2021 de Kono Manga ga sugoi! de Takarajimasha ! liste des meilleurs mangas pour les lectrices. Le manga se classe premier dans la liste "Nationwide Bookstore Employees' Recommended Comics of 2021" de la librairie japonaise Honya Club. En 2022, le manga est nommé pour le meilleur manga shōjo au 46e Prix du manga Kōdansha. Il se classe 29e sur la liste 2022 du "Livre de l'année" du magazine Da Vinci.

### Manga

#### Édition japonaise
1. 1 2  Tome 1
2. 1 2  Tome 2
3. 1 2  Tome 3
4. 1 2  Tome 4
5. 1 2  Tome 5

#### Édition française
1. 1 2  Tome 1
2. 1 2  Tome 2
3. 1 2  Tome 3
4. 1 2  Tome 4
5. 1 2  Tome 5